# Robert Piotrowicz
Robert Piotrowicz (ur. w 1973) – artysta dźwiękowy, kompozytor, improwizator.
Zajmuje się głównie współczesną muzyką elektroakustyczną i sztuką dźwięku. Gra na syntezatorze modularnym i gitarze. Jest autorem wielu solowych realizacji (płyty, koncerty), projektów interdyscyplinarnych (kompozycje do sztuk teatralnych, projektów literackich i radiowych), abstrakcyjnych instalacji dźwiękowych. Jest kuratorem i współautorem festiwalu i wydawnictwa Musica Genera, a od roku 1999 także wielu innych projektów i festiwali dedykowanych współczesnej sztuce dźwięku realizowanych w Polsce i za granicą.

## Dyskografia
- Robert Piotrowicz – Rurokura meets Jelito mini cdr (polycephal)
- Robert Piotrowicz / Burkhard Stangl / Anna Zaradny – Can't Illumination cd (musica genera)
- Robert Piotrowicz – The Path To The Death cdr (phase!)
- Robert Piotrowicz – Rurokura and Final Warn cd (emd records)
- Robert Piotrowicz / Xavier Charles – /// cd (emd records)
- Robert Piotrowicz – Lasting Clinamen cd (musica genera)
- Robert Piotrowicz – Rurokura and Eastern Europen Folk Music Research vol.2 7“ (bocianrecords)
- Robert Piotrowicz / Carl Michael von Hausswolff – split LP (bocianrecords)